# Cena Abyho Warburga
Cena Abyho Warburga (německy Aby-Warburg-Preis, do roku 2012 Aby-M.-Warburg-Preis) je vědecké vyznamenání, jež uděluje město Hamburk. Ustavil ho v roce 1979 městský senát a poprvé bylo uděleno v roce 1981 (za rok 1980). Uděluje se každé čtyři roky za vynikající výsledky v humanitních a společenských vědách. Je pojmenováno po hamburském uměnovědci Abym Warburgovi a dotováno částkou 10 000 eur.
Existují dvě odlišná, ale podobně nazvaná ocenění, a to Wissenschaftspreis der Aby-Warburg-Stiftung a Eric-M.-Warburg-Preis.

## Nositelé
- 1980: Jan Białostocki, historik umění
- 1984: Meyer Schapiro, historik umění
- 1988: Michael Baxandall, historik umění
- 1992: Carlo Ginzburg, historik
- 1996: Claude Lévi-Strauss, etnolog a antropolog
- 2000: Natalie Zemon Davisová, historička
- 2004: Horst Bredekamp, historik umění
- 2008: Werner Hofmann, historik umění
- 2012: Martin Warnke, historik umění
- 2016: Sigrid Weigelová, literární vědkyně
- 2020: Georges Didi-Huberman, historik umění
- 2024: Eva Illouzová, socioložka